# 袁伟民
袁伟民（1939年7月8日—），男，江苏苏州人，中国排球运动员，教练，体育官员。中共第十二届、十五届中央候补委员，第十三、十四届、十六届中央委员，第十届全国政协委员。同时也是目前担任中国排球协会主席一职最长的一人。在第三届世界杯女子排球赛上获最佳教练员奖。三次获得体育运动荣誉奖章。著有《我的执教之道》。

## 生平
1958年毕业于苏州中学，他本希望进入哈尔滨工业大学学习，但排球技术出色，被选入江苏男子排球队，任二传，同时进入南京体育学院学习。1962年，袁伟民入选中国男排，并加入中国共产党，1964年，毕业于南体，1974年退役。退役后，袁伟民被任命为中国女排主教练，1981年起率领女排，先後获得1981年世界杯、1982年世界女排锦标赛和1984年洛杉磯奧運會冠军，成为中国民族英雄。1984年，袁伟民被任命为国家体委副主任兼任中国排球协会主席。1992年，调任中国足球协会主席，直至1994年。1994年，当选亚洲武术联合会主席，1996年当选亚洲排球联合会主席。1998年，袁伟民任国家体育总局副局长。2000年4月18日，升任体育总局局长、党组副书记。2003年11月18日，袁伟民执掌的体育总局批准电子竞技为正式体育项目。2004年12月9日，于体育总局局长任上退休。

## 批评
有评论认为，袁伟民担任中国足协主席期间，对足球以及解决足球社会的问题，采取的是一种不作为的态度。

## 与何振梁的矛盾
2009年，袁伟民出版了《袁伟民与体坛风云》一书，书中披露了不少中国体坛内幕。袁在《申奥：深层的故事》一章中，不点名地批评国际奥委会中国籍委员何振梁“不听招呼，自作主张，自行其是”，在2001年国际奥委会主席竞选中支持金云龙而不是罗格，险些给北京申奥成功造成负面影响。袁伟民在新书首发仪式上表示，出书是为了还原真相，他并不怕引发争议。袁伟民的指责很快受到何振梁的反击。何在接受成都商报采访时说：“国际奥委会的投票都是秘密进行的，请问他（袁伟民）是到哪查到我支持金云龙的？或者又是谁跟他说的？这种杜撰只能欺骗那些不了解真相的人...历史是由事实来写成的，不是靠某些人编造出来的。他（袁伟民）说的这个事，我不想说太多的东西，因为我很忙，有很多工作需要我处理，没有时间去理会这些无聊的东西，他（袁伟民）爱炒就炒吧。我想说的话只有一句：好人不知坏人有多坏，坏人不知好人有多好！”
2015年1月何振梁因病逝世后，袁伟民以原国家体育总局局长的名义赠送了花圈。

## 教練生涯三大賽榮譽
| 年份   | 世界大賽 (主辦國)               |
| ------ | ------------------------------- |
| 1981年 | 第3屆世界盃冠軍 ( 日本)         |
| 1982年 | 第9屆世界女排錦標賽冠軍 ( 秘魯) |
| 1984年 | 洛杉磯奧運會冠軍 ( 美國)        |

## 回忆录
- 《我的执教之道》
- 袁伟民与体坛风云